# Badushütte
Die Badushütte ⓘ ist eine Berghütte der SAC-Sektion Manegg im Schweizer Kanton Graubünden.
Sie liegt auf der Alp Tuma auf 2502 m in der Gotthard-Gruppe nördlich des Badus (2928 m). Die Hütte befindet sich am östlichen Ausläufer des Fil Tuma (2608 m), einem Grat, der oberhalb der Martschallücke (2684 m) beim P. 2742 vom Grat zwischen Rossbodenstock (2837 m) und Pazolastock (2739 m) nach Südosten abfällt.
Von der Hütte öffnet sich der Blick nach Süden über ein weites Becken zwischen Fil Tuma, Rossbodenstock, Parlet (2766 m), Piz Tuma (2784 m) und Badus. Im Talboden südöstlich unterhalb der Hütte befindet sich der Tomasee (2344 m), der als Rheinquelle gilt.
Die Hütte bietet 20 Schlafplätze und hat keinen öffentlich zugänglichen Winterraum.
1965 wurde von der Sektion Piz Lucendro, von der sich die Sektion Manegg 1970 abgespalten hat, auf der Alp Tuma eine ehemalige Militärhütte für 50 Franken gekauft. In den Jahren 1966/67 wurde ein neues Gebäude erstellt.

## Zugänge

### Oberalppass via Pazolastock
- Ausgangspunkt: Oberalppass (2042,8 m)
- Route: Pazolastock (2739 m), Martschallücke (2684 m)
- Schwierigkeit: Erfahrener Bergwanderer
- Zeitaufwand: 2½ Stunden

### Oberalppass via Val Maighels
- Ausgangspunkt: Oberalppass (2042,8 m)
- Route: Trutg Nuschalas, Tomasee
- Schwierigkeit: Bergwanderer
- Zeitaufwand: 2 Stunden

### Tschamut
- Ausgangspunkt: Tschamut  (1645 m)
- Route: Crest Darvun, Plidutscha, Tomasee
- Schwierigkeit: Bergwanderer
- Zeitaufwand: 3 Stunden

### Andermatt
- Ausgangspunkt: Andermatt (1436 m)
- Route: Schöni, Pazolastock (2739 m), Martschallücke (2684 m)
- Schwierigkeit: Erfahrener Bergwanderer
- Zeitaufwand: 6½ Stunden

## Benachbarte Hütten
- Maighelshütte via Tomasee in ca. 1½ Stunden
- Cadlimohütte via Maighelshütte, Bornengopass in ca. 5 Stunden
- Capanna Cadagno via Cadlimohütte in ca. 7½ Stunden
- Vermigelhütte via Maighelshütte, Maighels- oder Lolenpass in ca. 4 Stunden

## Touren
Das Gebiet um die Hütte bietet vielfältige Möglichkeiten für Wanderungen, Alpin-, Kletter- und Biketouren (Oberalp- und Maighelspass) im Sommer und Skitouren im Winter:
- Piz Tagliola 2708 m ü. M., Badus (Six Madun) 2928 m ü. M., Piz Tuma 2784 m ü. M., Parlet 2766 m ü. M., Rossbodenstock 2837 m ü. M., Pazolastock 2739 m ü. M.
- Maighelspass 2421 m ü. M., Lolenpass (Pass Tagliola) 2399 m ü. M., Bornengopass 2631 m ü. M.
- Tomasee (Lai da Tuma) 2344 m ü. M. (Rheinquelle)
- Klettergarten, 15 Minuten oberhalb der Hütte (7 Routen, bis 20 m hoch, Grad 3 bis 6)
- Stausee Lai da Curnera
- Piogn Crap (Steinbrücke), Lai Urlaun
- Maighelsgletscher

## Bilder

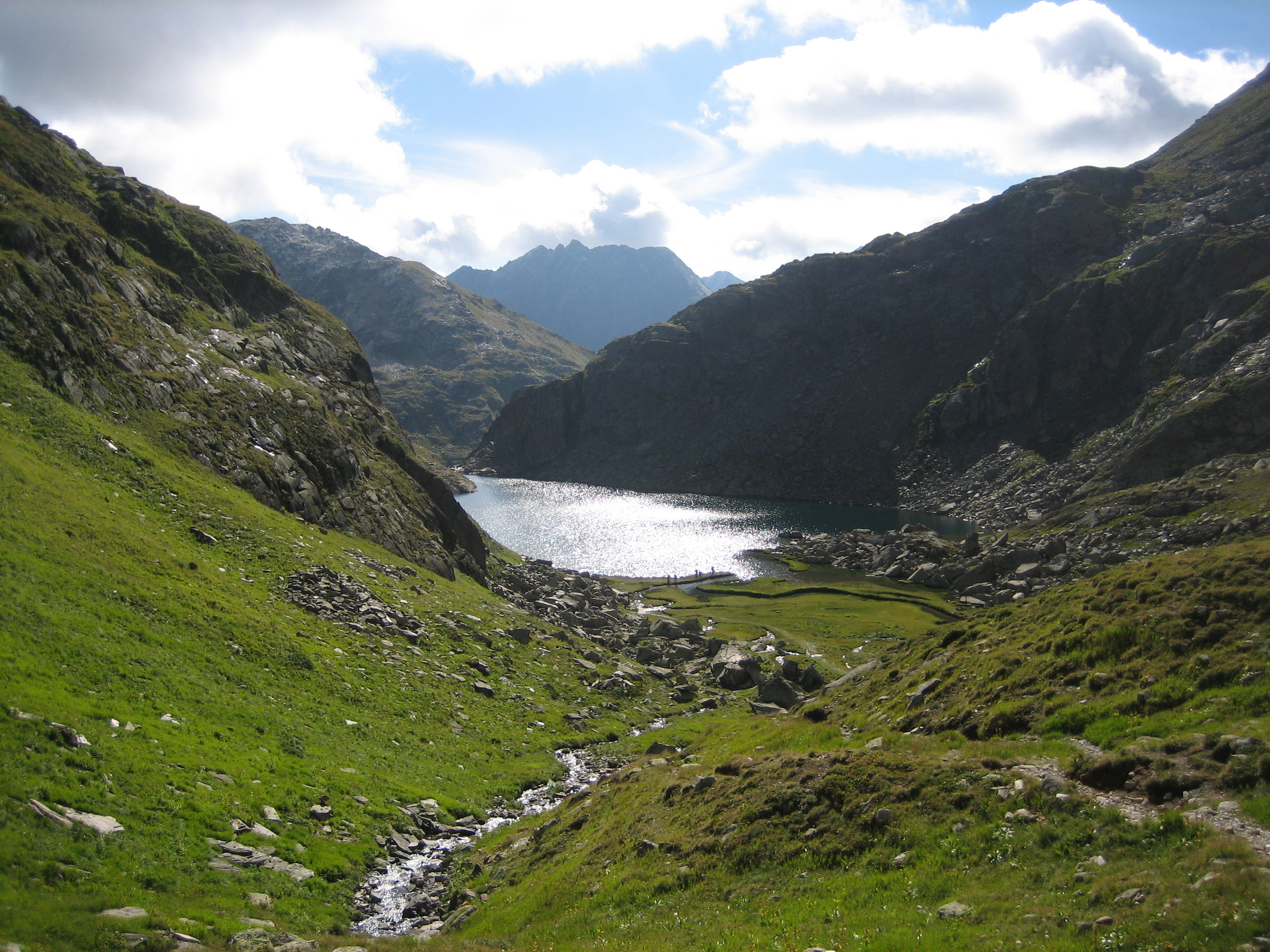
Tomasee
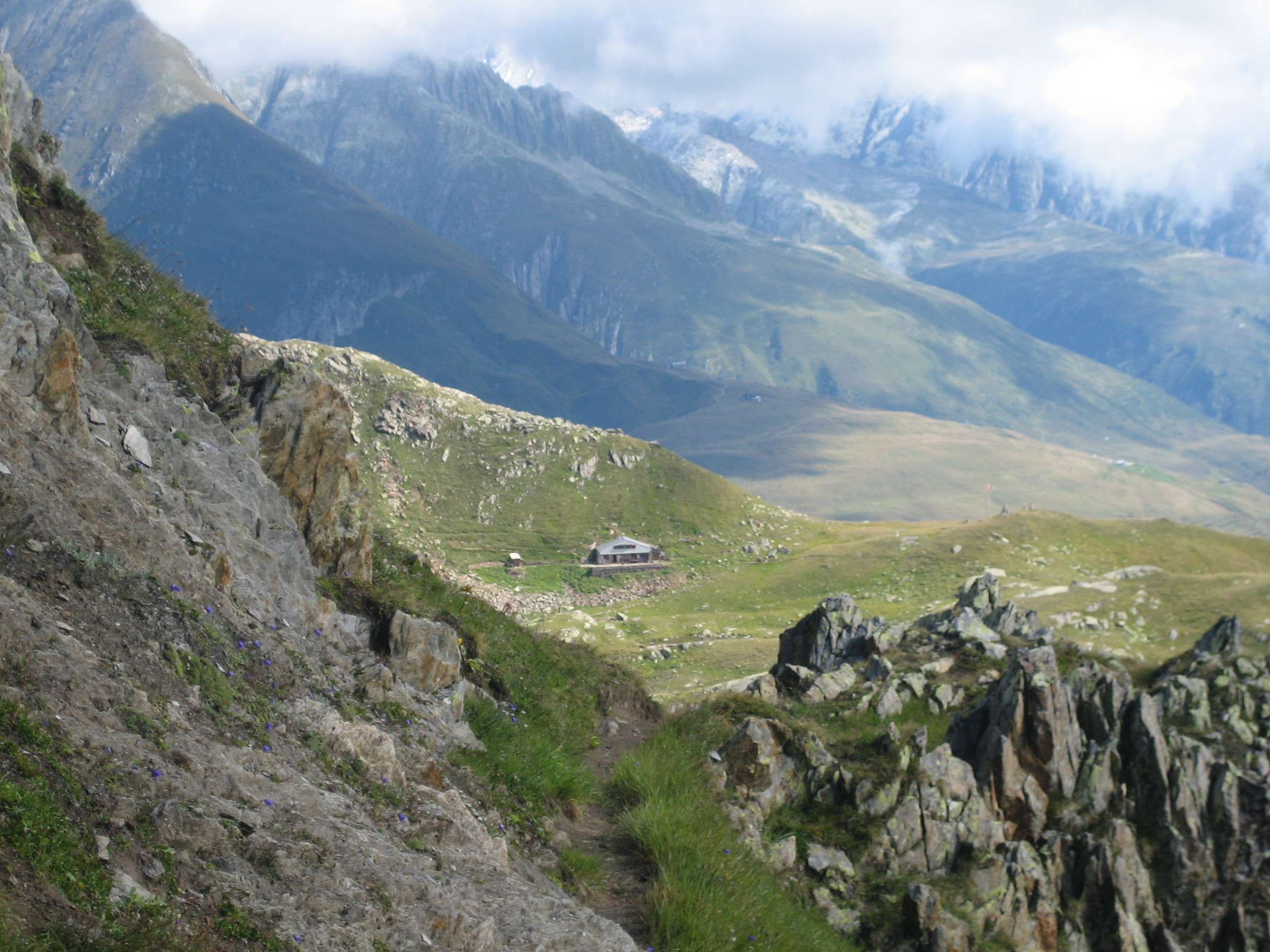
Badushütte von unterhalb des Piz Tuma
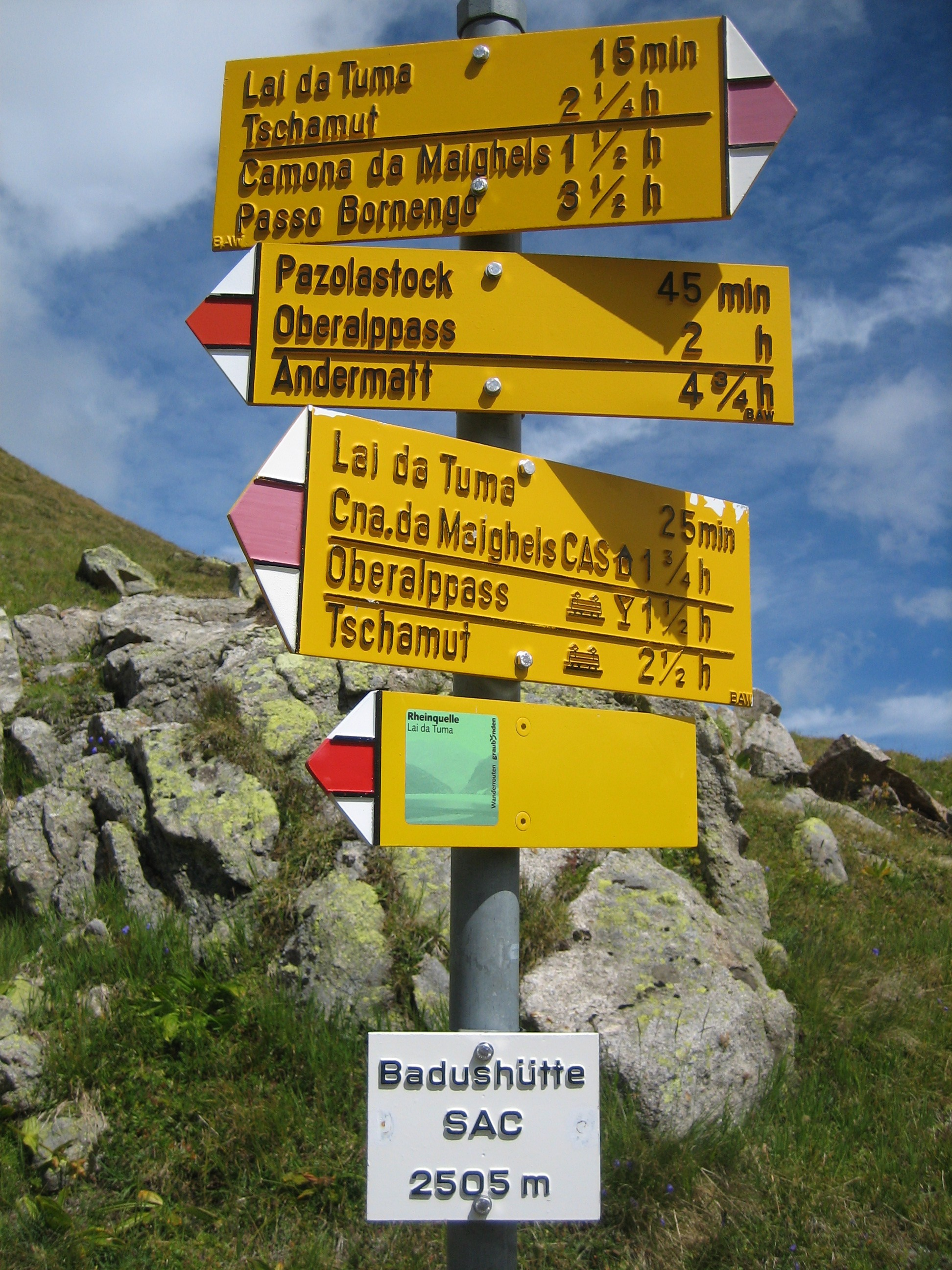
Wegweiser bei der Badushütte